# صفرة
صفرا هي قرية لبنانية من قرى قضاء كسروان في محافظة جبل لبنان. والقرية تطل على مرتفع صخري يطل على نهر إبراهيم